# Hotel California (песен)
Hotel California е песен от едноименния албум Hotel California на „Ийгълс“ и е издаден като сингъл през февруари 1977 г. Авторите на песента са Дон Фелдър (музика), Дон Хенли и Глен Фрей (текст). Джо Уолш измисля частта с низходящ арпеджио с двойна китара, която завършва на песента: той, обаче, не е записан като автор. Оригиналният запис на песента на „Ийгълс“ включва Хенли, който пее водещите вокали, и завършва с разширена част от взаимодействието на електрическа китара между Фелдър и Уолш.
Песента се счита за най-известния запис на групата, а през 1998 г. нейната дълга китарна кода е избрана за най-доброто китарно соло на всички времена от читателите на списание „Гитарист“. Песента е отличена с наградата Грами за запис на годината през 1978 г. Текстът на песента е интерпретиран както от фенове, така и от критици, като самите Ийгълс описват песента като тяхна „интерпретация на светския живот в Лос Анджелис“. В документалния филм „Историята на Ийгълс“ от 2013 г. Хенли казва, че песента е за „пътуване от невинността до преживяването... това е всичко“.
След излизането си, Hotel California се презиписва и изпълнява от редица други изпълнители и се е превърнала в част от международната поп култура. Джулия Филипс предлага песента да бъде адаптирана във филм, но членовете на „Ийгълс“ не харесват идеята и тя така и не се осъществява. Комерсиално, Hotel California достига номер едно в „Билборд Хот 100“ и достига топ десет в няколко международни класации.